# Immunglobulin M

IgM förekommer fritt som pentamerer.

Immunglobulin M (IgM) är en antikropp och ingår i det adaptiva immunförsvaret. Antikroppar (immunoglobuliner) bildas av B-lymfocyter, en sorts vit blodcell. IgM är en pentamer och den största av alla antikroppar. IgM är den första receptorn för alla B-lymfocyter och det är ocskå den första antikroppsklass som bildas i immunsvaret vid exponering för ett antigen. Membranbundet IgM som sitter på ytan av B-lymfocyter är monomerer, medan cirkulerande IgM-antikroppar i blodet är pentamerer. Antikroppar som cirkulerar i blodet bildas och utsöndras av plasmaceller, en specialiserad B-lymfocyt.